# Escudo de Madrid
El escudo de Madrid (España) tiene su origen en la Edad Media, aunque adquirió su actual disposición en 1967. En 2004 se tomó la decisión de crear un logotipo a partir del escudo que es el que actualmente se usa como símbolo de la ciudad en todos los materiales producidos por su Ayuntamiento.

## Heráldica
De plata, una osa de sable apoyado en un madroño de sinople o natural frutado de gules. Bordura de azur cargada de siete estrellas de seis puntas plata. Al timbre, corona real abierta.

## Historia
Las estrellas y la osa del escudo de Madrid tienen su origen en las siete estrellas de la constelación de la Osa Menor u Osa Mayor. Dos son, en efecto, las fuentes tradicionales y ambas relacionadas con la Osa Mayor (o menor) en cuanto que tal y en su otra denominación de "Carro". De acuerdo todo ello con lo que desde el siglo XVI nos viene contando Juan López de Hoyos, el ilustre preceptor de Cervantes, en su "Declaración de las Armas de Madrid":

"Tienen las armas de por orla siete estrellas en campo azul, por las que vemos junto al Norte, que llamamos en griego Bootes, y en nuestro castellano, por atajar cosas y fábulas, llaman el Carro, las cuales andan junto a la Ursa, y por ser las armas de Madrid osa, tomó las mismas estrellas que junto a la Ursa, como hemos dicho, andan, por razón de que como en tiempo de don Alfonso VI viniendo a ganar este reino de Toledo, el primer pueblo que ganaron fue Madrid, y para denotar que así como aquellas siete estrellas que andan alrededor del Norte son indicio de la revolución y del gobierno de las orbes celestiales, así Madrid como alcázar y casa real y primeramente ganado, había de ser pueblo de donde los hombres conociesen el gobierno que por la asistencia de los reyes y señores de estos reinos de Madrid había de salir, y también porque este nombre Carpetano, como abajo declaramos, quiere decir Carro, por eso tomó las siete estrellas que en el cielo llamamos Carro."

Diseño heráldico del escudo de Madrid.

Las crónicas hablan de que en el año 1211, el rey Alfonso VIII de Castilla preparó en Madrid una expedición contra la taifa de Murcia. Las huestes del Concejo de Madrid ostentaban como enseña el oso prieto en campo de plata. Al año siguiente, en 1212, tuvo lugar la batalla de Las Navas de Tolosa. El Concejo de Madrid marchó en vanguardia a las órdenes de Diego López II de Haro, señor de Vizcaya. También en esta ocasión ondeó al viento igual enseña. Y lo mismo sucedió años más tarde, en 1248, cuando el rey Fernando III el Santo tomó Sevilla. En todos los casos el oso era una figura pasante.
Según Álvarez y Baena, en su Compendio histórico de las grandezas de España (1786), «en el año 1212 no usaba Madrid otras Armas que un Oso [...] Este tenía dentro de su cuerpo las siete Estrellas, como se comprueba del escudo que todavía el Ilustre Cavildo Eclesiástico».

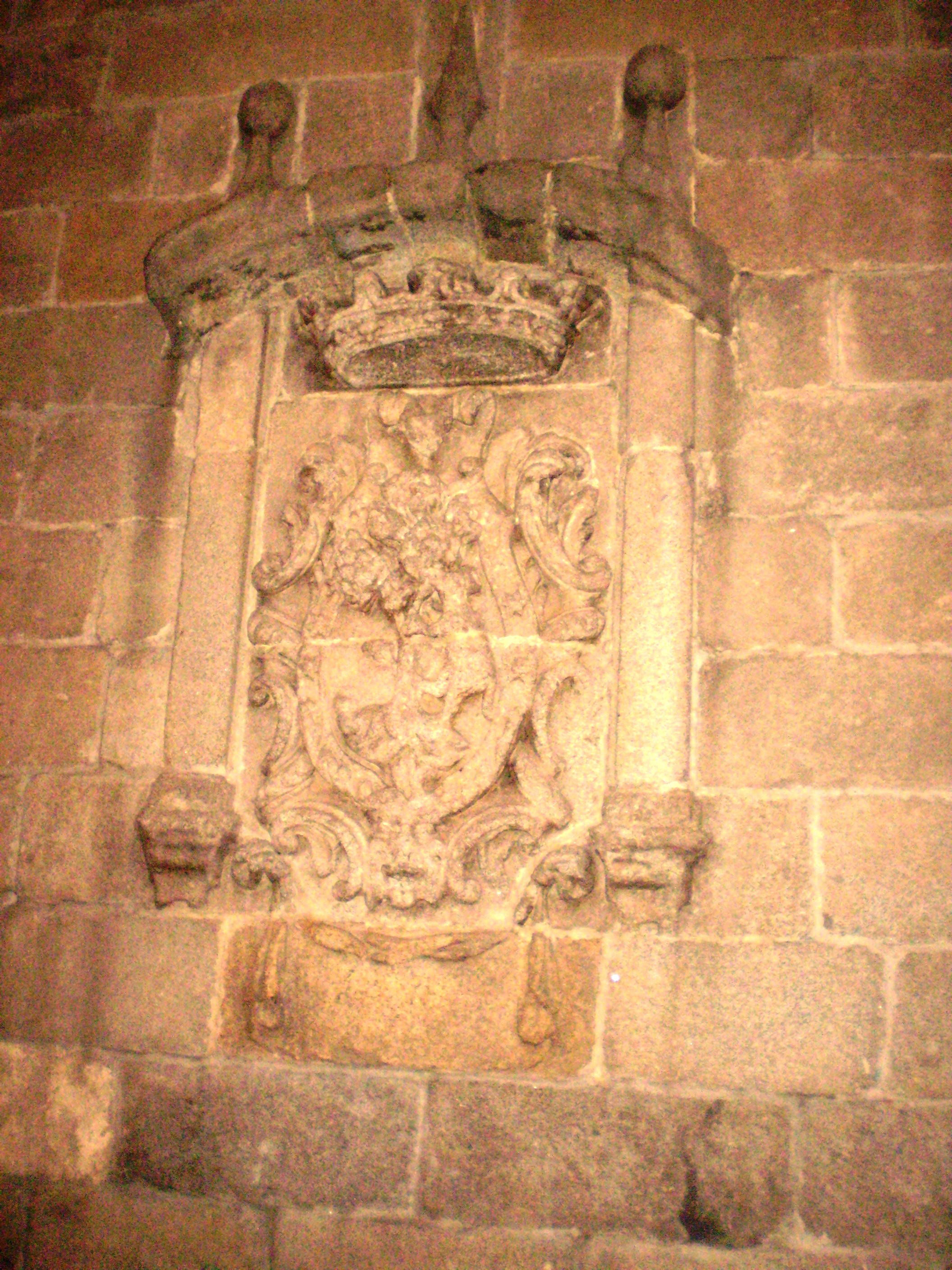
Escudo de Madrid de la Casa del Pastor, en la calle de Segovia, considerado como el más antiguo que se conserva en la capital.

Francisco de Baztán Vergara asegura en alguna crónica que la estrella Polar era la que estaba en la dirección de su rabo. Los genealogistas han querido ver en estas estrellas y en el oso la alusión a la constelación de Bootes tan íntimamente ligada al mito de las dos Osas o del Carro. Se basan para ello en decir que Madrid estaba en lo que se llama Carpetania y que Carpetum en latín quiere decir carro. Lo cierto es que durante bastante tiempo el escudo de Madrid fue éste: un oso pintado sobre azur, con siete estrellas sobre su lomo y paciendo sobre pasto verde. Aunque el hecho de tener las estrellas en el lomo de un oso indica más bien una referencia a la Osa Mayor o Menor. La primera se refiere al carro, y la segunda podría ser un indicativo de la gran calidad del cielo de Madrid, ya que esta constelación es muy difícil de ver. Este segundo caso encaja con la fama que tuvo Madrid en astronomía por el nacimiento de Maslama al-Mayriti.

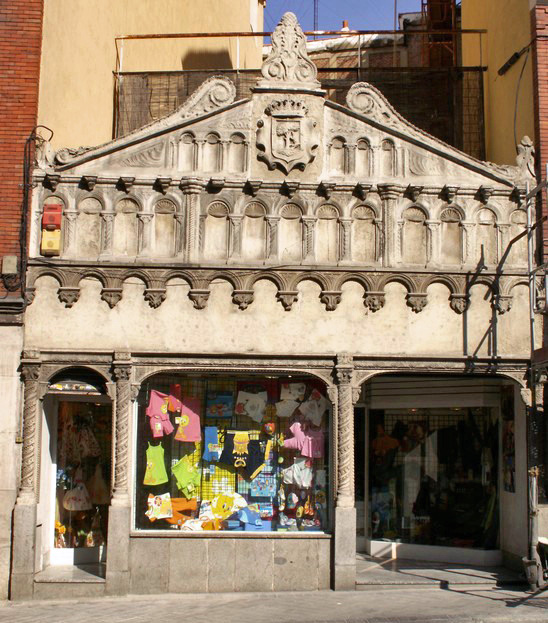
Tienda en la calle Concepción Jerónima con un escudo de Madrid esculpido en su parte superior.

En 1202 habían surgido desavenencias entre el concejo y la clerecía por el disfrute del monte y tierras de pasto de ciertos montes en los alrededores de Madrid. El pleito duró veinte años. Llegaron por fin a un acuerdo en 1222 y la concordia se estableció en los siguientes términos:
- Se daría a la Villa de Madrid todos los pies de árbol y la caza.
- Se daría al Cabildo eclesiástico todos los pastos.

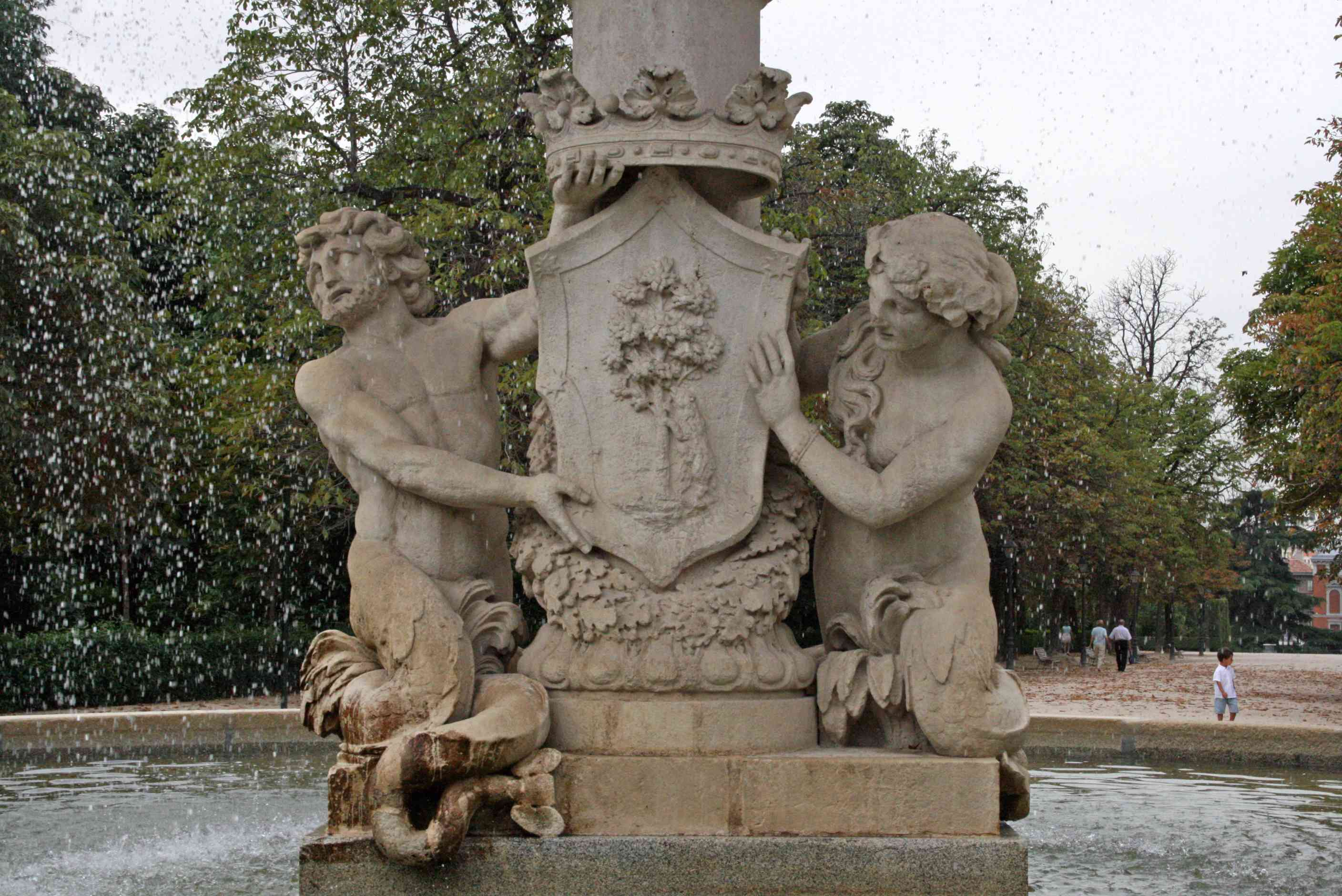
Detalle del escudo de Madrid en la fuente de la Alcachofa del Parque del Retiro.

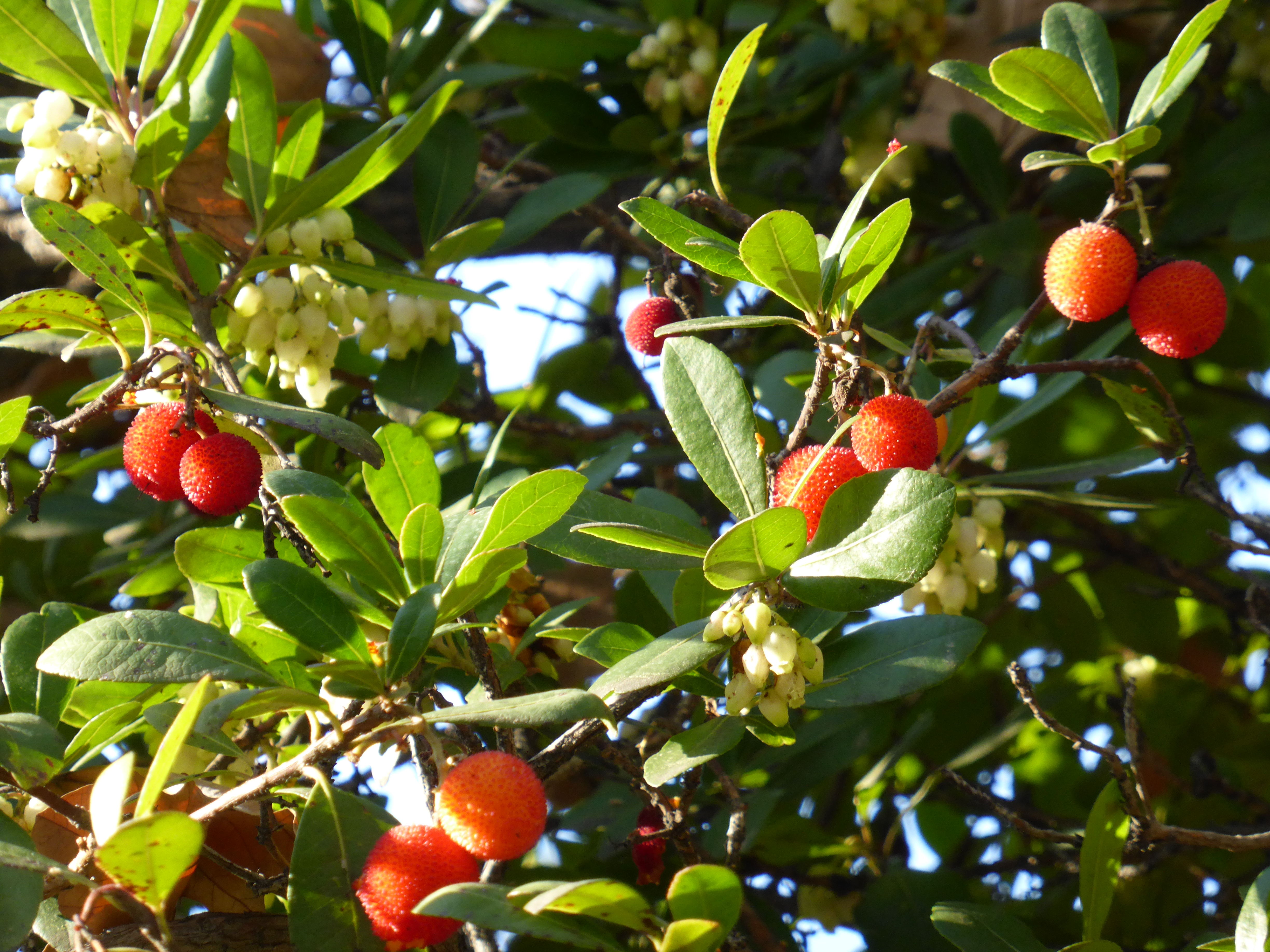
Detalle de un madroño, con flores y frutos, en la Ciudad Universitaria de Madrid.

Para que el acuerdo quedara bien sellado y para memoria de todos se acordó que el escudo de la villa llevaría el oso con el añadido de un árbol, y el escudo del cabildo llevaría el mismo animal paciendo en unos pastos. Se modeló de nuevo el escudo al que se le añadió además del árbol una orla azul y sobre ella las siete estrellas de seis puntas (tres a los lados y una abajo) que antes estaban sobre el lomo del animal. El oso, empinado al tronco, para indicar la posesión de pie de árbol.
No se sabe con certeza en qué momento se empezó a asegurar que el árbol del escudo era un madroño. Ha sido una tradición muy tenaz y muy firme. Para apoyar esta tradición, el Ayuntamiento de Madrid viene sembrando desde hace algún tiempo, en el Retiro y otros jardines el madroño (Arbutus unedo). Pero se ha demostrado que en esta zona de Madrid no hubo madroños, al menos no los hubo en abundancia y como bosque. En cambio dicen los científicos que sí hubo profusión de un árbol llamado almez o lodón, que era una especie autóctona del lugar. Este árbol tiene también unos frutos rojos de pequeño tamaño. Otros historiadores dicen que el rey de armas que pintó el escudo no se detuvo a reproducir tal o cual especie sino que pintó un árbol pequeño con frutos rojos para que se distinguieran bien.
En 1554, el rey Carlos I distinguió a la villa de Madrid con los títulos de coronada e imperial, otorgándole una corona imperial abierta en el escudo. Dicha corona se dibujó sobre la copa del árbol y así estuvo durante bastantes años. En el siglo xvii el cronista de la villa de Madrid Juan López de Hoyos, cuenta que la corona se cambió a la cima del blasón.

Representación del antiguo escudo de la ciudad.

Llegado 1569, al derribarse la muralla de Puerta Cerrada, se encontró una piedra con un dragón grabado. Este hecho fue empleado por Felipe III para construir una leyenda fundacional de Madrid (que emparentaría a la ciudad con Troya). De esta manera, el dragón se asociaría durante más de 300 años a la ciudad de Madrid, obrando este símbolo heráldico en varios escudos tallados en piedra que se conservan hoy a lo largo de la ciudad.
En 1859 se estableció el primer escudo de la villa desde la constitución de los ayuntamientos constitucionales. Se componía de dos cuarteles y manteladura. En el cuartel la derecha, sobre campo azur, se encontraba la figura del mentado dragón, que decidió incorporarse oficialmente entonces al escudo, si bien metamorfoseado en un grifo de oro. En el de la izquierda, sobre campo de plata, un madroño sinople con frutos de gules y un oso empinado a él, lenguado de gules. El terrazado era sinople también. En la bordadura del cuartel de azur, se encontraban siete estrellas de oro de cinco puntas. En la manteladura, sobre campo de oro, se encontraba una corona cívica, concedida a la villa de Madrid por las Cortes Españolas en un decreto promulgado el 27 de diciembre de 1822, durante el trienio liberal. La corona cívica estaba formada por un trenzado en guirnalda de hojas de roble y una banda carmesí.
En 1967, en el pleno del 28 de abril, el Ayuntamiento dispuso un nuevo escudo que decía así:

En campo de plata, un madroño de sinople (verde), terrasado de  lo mismo, frutado de gules (rojo), y acostado de un oso empinante de sable (negro) y bordura de azur, cargada de siete estrellas de plata; al timbre, corona real antigua.

La corona se hizo más grande y las estrellas se distribuían de manera que la séptima se encontraba arriba en lugar de abajo.
La evolución del escudo y emblemas de la ciudad de Madrid puede verse en las placas que se encuentran en las esquinas de los edificios y que además de llevar el nombre de la calle, llevan el escudo de la época de la placa.

## Imagen corporativa
La corporación municipal, dirigida por Alberto Ruiz-Gallardón, adoptó en 2004 un nuevo diseño, con los mismos componentes pero solo de color azul, incluyendo la leyenda madrid, escrita con la fuente Gill Sans Bold, como imagen corporativa del ayuntamiento (pero sin sustituir al escudo).
En 2008 la imagen corporativa se volvió a modificar, manteniendo el escudo como base del diseño. Se hizo que el escudo apareciera en blanco sobre un rectángulo de color (azul como color base, pero pudiendo establecerse sobre ciertas tonalidades de rojo, morado, verde o naranja) con proporciones 86x31 (disposición horizontal) o 60x49 (disposición vertical) y pasando a añadir al escudo la leyenda ¡MADRID!, en mayúsculas, color blanco y entre símbolos de admiración (que pueden ser blancos, o tomar colores rojo, morado, verde o naranja, dependiendo del color de fondo empleado). En caso de aparecer en documentos en blanco y negro, el logotipo se puede disponer en blanco con fondo negro.

## Evolución histórica

c.1212-1222
1222-1554
1554-c.1600
c.1600-c.1650
c.1650-1859
1859-1873 / 1874-1931
1873-1874 / 1931-1939
1939-1967
1967-1982
1982-
Imagen corporativa del Ayuntamiento de Madrid desde 2004